# 2022年泰國APEC峰會
2022年泰國APEC峰會是2022年在泰国举行的亚太经济合作组织会议，會議的主题是“开放、连接、平衡。” 

## 標誌
2022年泰國APEC峰會的logo由曼谷朱拉隆功大学建筑系学生設計。

## 活動

### 與會者
澳大利亞總理安東尼·阿爾巴尼斯、印度尼西亞總統佐科、加拿大總理賈斯汀·杜魯多、文莱苏丹哈桑纳尔·博尔基亚、中华人民共和国主席习近平、智利总统加夫列尔·博里奇、菲律宾总统小费迪南德·马科斯、香港行政长官李家超、越南国家主席阮春福、新西兰总理傑辛達·阿德恩、新加坡總理李显龙、美国副总统賀錦麗、韩国国务总理韩惪洙、秘魯副总统迪娜·博魯阿爾特、俄羅斯副總理安德烈·別洛烏索夫、巴布亚新几内亚总理詹姆斯·马拉佩、日本內閣總理大臣岸田文雄、中華臺北領袖代表張忠謀、泰國總理巴育·占奥差、法国总统馬克龍、沙特阿拉伯王国王储兼沙特阿拉伯首相穆罕默德·本·薩勒曼參加了此次會議。
美国总统乔·拜登、韓國總統尹锡悦、秘鲁总统佩德罗·卡斯蒂略、墨西哥总统安德列斯·曼努埃尔·洛佩斯·奥夫拉多尔、马来西亚首相依斯迈沙比里、俄罗斯总统弗拉基米尔·普京沒有出席會議。

## 抗議
APEC舉辦期间爆發了多場抗议活动。11月18日，数百名抗议者与防暴警察发生冲突。多名抗议者和记者受伤，有一位抗议者一只眼睛失明。